# جوراب‌شلواری

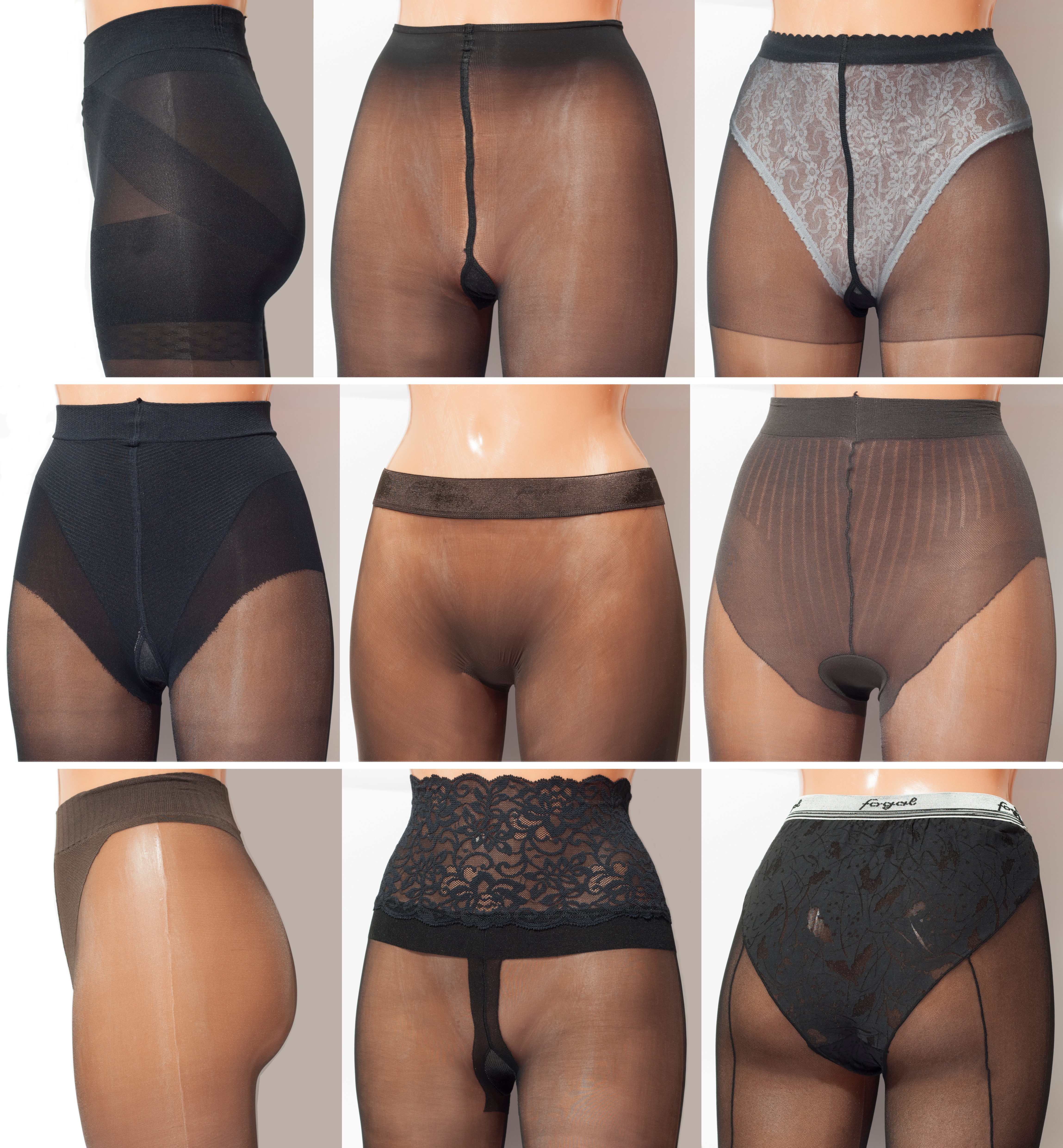
انواع جوراب‌شلواری‌ها

جوراب شلواری نازک یا شفاف (گاهی در مقابل جوراب شلواری ضخیم یا ساپورت) یا به‌طور کلی جوراب‌شلواری، لباسی است که معمولا بدن فرد را از کمر تا انگشتان پا می‌پوشاند. جوراب شلواری برای اولین بار در سال ۱۹۵۹ در قفسه‌های فروشگاه‌ها برای تبلیغات شورت‌های جدید به عنوان یک جایگزین مناسب برای جوراب‌های ساق‌بلند یا شورت‌های معمول زنانه پخش شد که به نوبه خود جایگزین گن‌ها شدند.
جوراب شلواری مانند جوراب ساق بلند معمولاً از نایلون یا از سایر الیاف ترکیب‌شده با نایلون ساخته می‌شود و به دلایل مختلفی مانند پنهان کردن ویژگی‌های فیزیکی پا از قبیل لکه‌ها، کبودی‌ها، کاهش خط مشهود شورت یا به‌طور کلی برای افزایش جذابیت و زیبایی استفاده می‌شود.
جوراب شلواری در جامعه غربی علاوه بر اینکه به عنوان مد پوشیده می‌شود، گاهی توسط زنان به عنوان بخشی از لباس رسمی پوشیده می‌شود. همچنین، برخی از شرکت‌ها و مدارس ممکن است نیاز به پوشیدن جوراب شلواری‌ها یا جوراب شلواری مخصوصی را الزام کنند که با دامن یا شلوارک به عنوان بخشی از لباس پوشیده شود. مردان همچنین می‌توانند به دلایل مختلفی یا برای اوقات فراغت این لباس را بپوشند.

## اصطلاح‌شناسی
اصطلاح «جوراب شلواری» (pantyhose) از ایالات متحده سرچشمه گرفته‌است. در انگلیسی بریتانیایی بیشتر به این لباس‌ها «تایتز» (tights) یا sheer tights می‌گویند. در انگلیسی آمریکایی، اصطلاح "Tights" معمولاً به جوراب شلواری‌های ساخته شده از مواد ضخیم‌تر اشاره دارد که عموماً مات یا به میزان کمی شفاف هستند. در ایران به این جوراب‌شلواری‌های ضخیم‌تر و مات‌تر معمولاً ساپورت گفته می‌شود. اصطلاح جوراب شلواری به تنهایی می‌تواند به تمام این نوع لباس‌ها اطلاق شود، صرف نظر از اینکه نازک یا شفاف باشند یا ضخیم و مات.

## استفاده توسط مردان

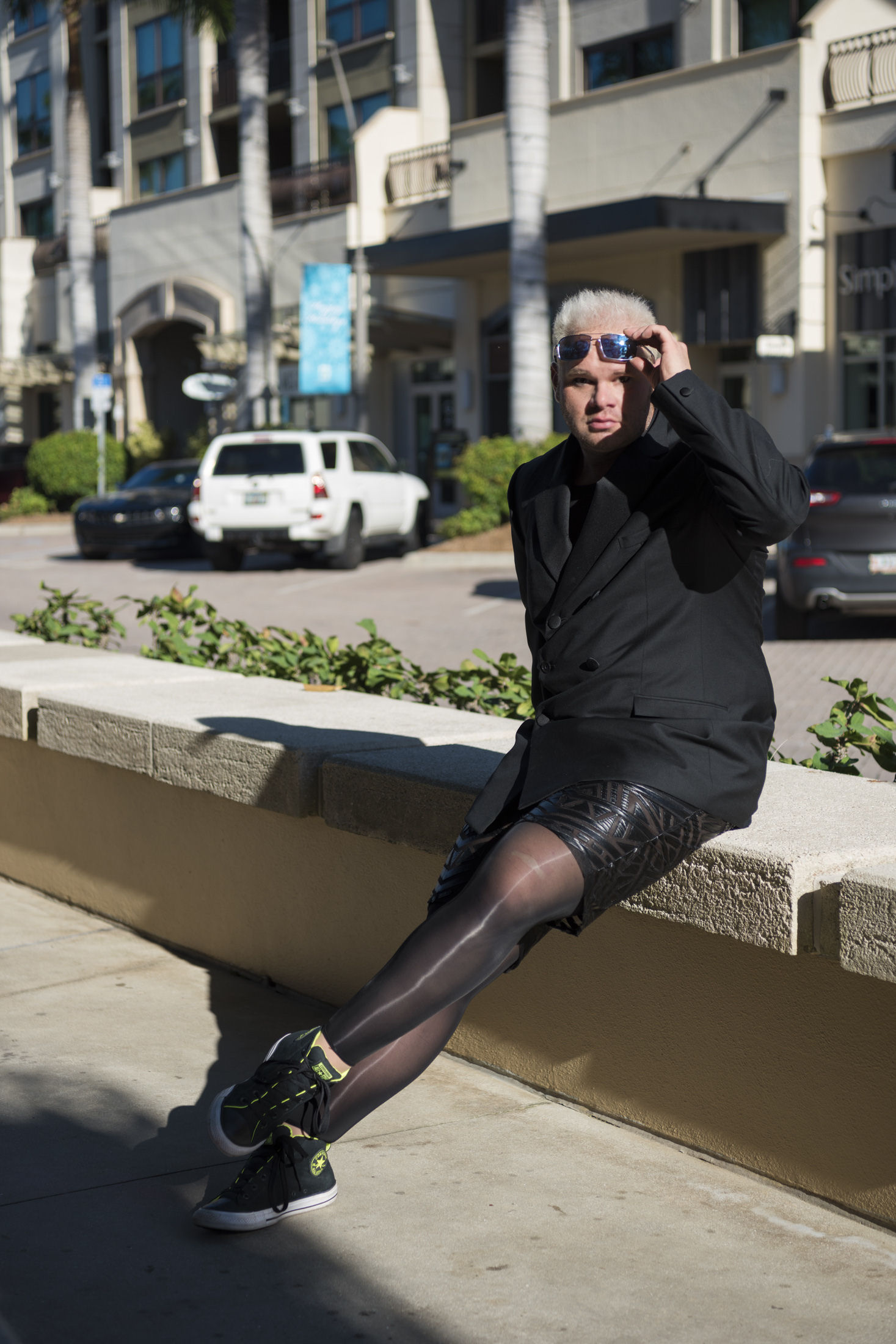
استفاده از جوراب‌شلواری توسط مردان

درحالی که جوراب شلواری معمولاً به عنوان البسه زنانه در نظر گرفته می‌شود، اما ممکن است توسط مردان نیز مورد استفاده قرار گیرد. اهدافی مانند محافظت حرارتی یا تسکین درمانی ممکن است مد نظر باشند یا می‌تواند صرفاً یک انتخاب برای سبک پوشش باشد. سوارکاران اسب، ممکن است زیر یونیفرم خود جوراب‌شلواری بپوشند تا بتوانند آزادانه پاها و کمر خود را در هنگام حرکات بدن سوارکار در سرعت زیاد، حرکت دهند.
برخی ماهی‌گیرانی که از سواحل استوایی، ماهی‌گیری می‌کنند، ممکن است برای محافظت در برابر عروس دریایی که جای نیش آن در اثر تماس پوست با یک ماده شیمیایی ایجاد می‌شود، جوراب‌شلواری بپوشند.
در اواخر دهه ۱۹۹۰ میلادی چندین تولیدکننده، مدل‌هایی جوراب شلواری را معرفی کردند که برای مردان طراحی شده بود.